# Gare de Baesrode-Sud
La gare de Baesrode-Sud (en néerlandais : station Baasrode-Zuid)  est une gare ferroviaire belge de la ligne 53, de Schellebelle à Louvain, située à Baesrode, section de la ville de Termonde, dans la province de Flandre-Orientale en Région flamande.
Elle est mise en service en 1867 par l’administration des chemins de fer de l’État belge. C'est un arrêt sans personnel de la Société nationale des chemins de fer belges (SNCB) desservi par des trains Omnibus (L) et Heure de pointe (P).

## Situation ferroviaire
Établie à 7 mètres d'altitude, la gare de Baesrode-Sud est située au point kilométrique (PK) 16,777 de la ligne 53, de Schellebelle à Louvain, entre les gares ouvertes de Termonde et de Buggenhout.

## Historique

### Histoire
La « halte de Baesrode » est mise en service le 1er juillet 1867 par l’administration des chemins de fer de l’État belge, sur le chemin de fer de Malines à Gand, mis en service en 1837. Il s'agit d'une station de 5e catégorie qui ne possède pas de voie d'évitement. Elle redevient en 1885 une halte administrée depuis la gare de Buggenhout.

### Nom de la gare
Elle est dénommée « Baesrode » lors de son ouverture en 1867. Du fait de l'ouverture d'une autre station (Baesrode-Nord) sur la commune, elle est renommée « Baesrode (Sud) » le 22 juillet 1880. Elle devient officiellement « Baasrode Süd » le 1er octobre 1916, puis « Baasrode-Zuid » le 1er février 1938.

## Service des voyageurs

### Accueil
Halte SNCB, c'est un point d'arrêt non géré (PANG) à accès libre.
La traversée des voies et le passage d'un quai à l'autre s'effectuent par le passage à niveau routier.

### Desserte
Baasrode-Sud est desservie, uniquement en semaine, par des trains Omnibus (L) et d'Heure de pointe (P) de la SNCB qui effectuent des missions sur la ligne commerciale 53 (Malines - Gand) (voir brochure SNCB).
La desserte cadencée à l'heure est constituée de trains L entre Malines et Zeebrugge-Dorp (ou Zeebrugge-Strand pendant les vacances), renforcés aux heures de pointe par huit trains P :
- un unique train P de Termonde à Malines, le matin (dans l'autre sens vers midi) ;
- deux trains P Termonde - Louvain et un train Louvain - Termonde, le matin ;
- deux trains P Louvain - Termonde et un train Termonde - Louvain l’après-midi.

Les week-ends et jours fériés, aucun train ne s'arrête à Baesrode-Sud.

### Intermodalité
Un parc pour les vélos et un parking pour les véhicules y sont aménagés.

## Comptage voyageurs
Le graphique et le tableau montrent le nombre de passagers qui en moyenne embarquent durant la semaine, le samedi et le dimanche.
| Tabel: Nombre de voyageurs qui embarquent à la gare de Baasrode-Sud | Tabel: Nombre de voyageurs qui embarquent à la gare de Baasrode-Sud | Tabel: Nombre de voyageurs qui embarquent à la gare de Baasrode-Sud | Tabel: Nombre de voyageurs qui embarquent à la gare de Baasrode-Sud |
|                                                                     | Semaine                                                             | Samedi                                                              | Dimanche                                                            |
| ------------------------------------------------------------------- | ------------------------------------------------------------------- | ------------------------------------------------------------------- | ------------------------------------------------------------------- |
| 1977                                                                | 137                                                                 | 12                                                                  | 11                                                                  |
| 1978                                                                | 141                                                                 | 8                                                                   | 3                                                                   |
| 1979                                                                | 143                                                                 | 5                                                                   | -                                                                   |
| 1980                                                                | 162                                                                 | 3                                                                   | -                                                                   |
| 1981                                                                | 183                                                                 | -                                                                   | -                                                                   |
| 1982                                                                | 133                                                                 | -                                                                   | -                                                                   |
| 1983                                                                | 153                                                                 |                                                                     | -                                                                   |
| 1984                                                                | 159                                                                 | 9                                                                   | 5                                                                   |
| 1985                                                                | 139                                                                 | 17                                                                  | 14                                                                  |
| 1986                                                                | 122                                                                 | 15                                                                  | 14                                                                  |
| 1987                                                                | 139                                                                 | 15                                                                  | 21                                                                  |
| 1988                                                                | 151                                                                 | 13                                                                  | 12                                                                  |
| 1989                                                                | 165                                                                 | 12                                                                  | 9                                                                   |
| 1990                                                                | 151                                                                 | 22                                                                  | 22                                                                  |
| 1991                                                                | 183                                                                 | 13                                                                  | 13                                                                  |
| 1992                                                                | 152                                                                 | 17                                                                  | 7                                                                   |
| 1993                                                                | 144                                                                 | 11                                                                  | 9                                                                   |
| 1994                                                                | 145                                                                 | -                                                                   | -                                                                   |
| 1995                                                                | 99                                                                  | -                                                                   | -                                                                   |
| 1996                                                                | 107                                                                 | -                                                                   | -                                                                   |
| 1997                                                                | 110                                                                 | -                                                                   | -                                                                   |
| 1998                                                                | 132                                                                 | -                                                                   | -                                                                   |
| 1999                                                                | 133                                                                 | -                                                                   | -                                                                   |
| 2000                                                                | 146                                                                 | -                                                                   | -                                                                   |
| 2001                                                                | 99                                                                  | -                                                                   | -                                                                   |
| 2002                                                                | 104                                                                 | -                                                                   | -                                                                   |
| 2003                                                                | 103                                                                 | -                                                                   | -                                                                   |
| 2004                                                                | 107                                                                 | -                                                                   | -                                                                   |
| 2005                                                                | 90                                                                  | -                                                                   | -                                                                   |
| 2006                                                                | 136                                                                 | -                                                                   | -                                                                   |
| 2007                                                                | 127                                                                 | -                                                                   | -                                                                   |
| 2008                                                                | -                                                                   | -                                                                   | -                                                                   |
| 2009                                                                | 153                                                                 | -                                                                   | -                                                                   |
| 2010                                                                | -                                                                   | -                                                                   | -                                                                   |
| 2011                                                                | -                                                                   | -                                                                   | -                                                                   |
| 2012                                                                | 169                                                                 | -                                                                   | -                                                                   |
| 2013                                                                | 174                                                                 | -                                                                   | -                                                                   |
| 2014                                                                | 162                                                                 | -                                                                   | -                                                                   |
| 2015                                                                | 117                                                                 | -                                                                   | -                                                                   |
| 2016                                                                | 159                                                                 | -                                                                   | -                                                                   |
| 2017                                                                | 176                                                                 | -                                                                   | -                                                                   |
| 2018                                                                | 182                                                                 | -                                                                   | -                                                                   |
| 2019                                                                | 216                                                                 | -                                                                   | -                                                                   |
| 2020                                                                | 126                                                                 | -                                                                   | -                                                                   |
| 2021                                                                | -                                                                   | -                                                                   | -                                                                   |
| 2022                                                                | 194                                                                 | -                                                                   | -                                                                   |
| 2023                                                                | 195                                                                 | -                                                                   | -                                                                   |
| 2024                                                                | 237                                                                 | -                                                                   | -                                                                   |

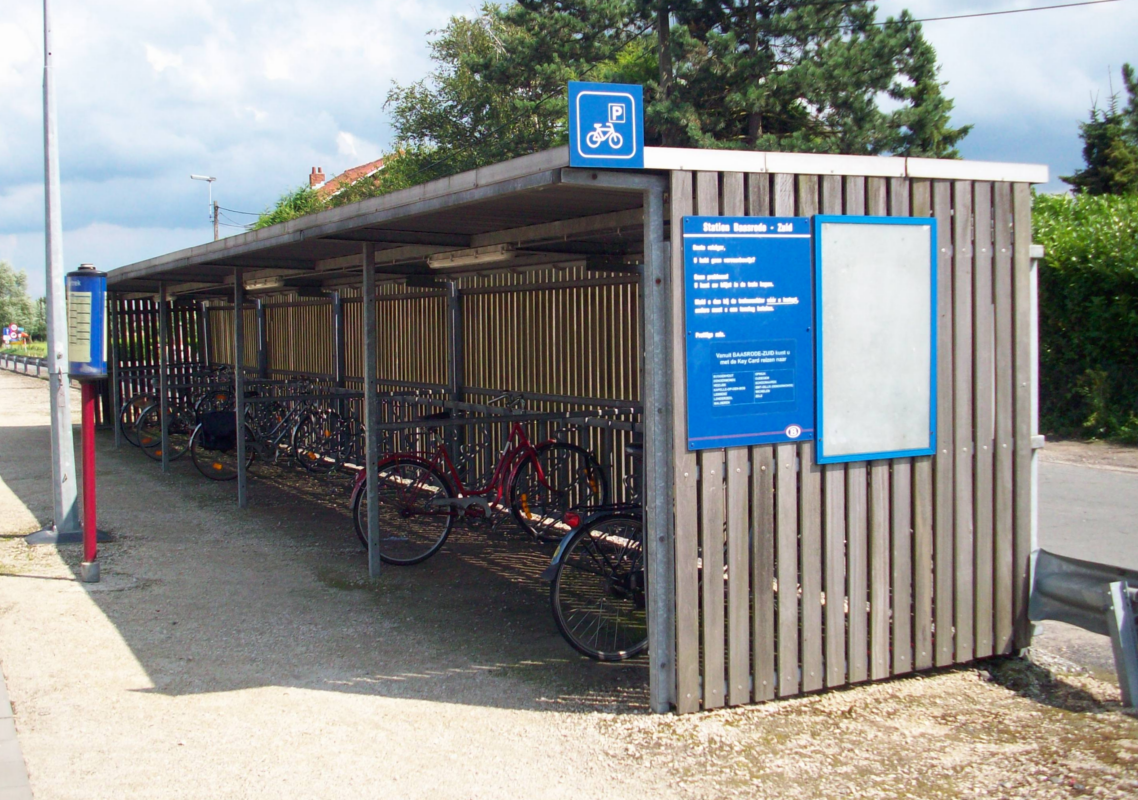
Abri à vélos.
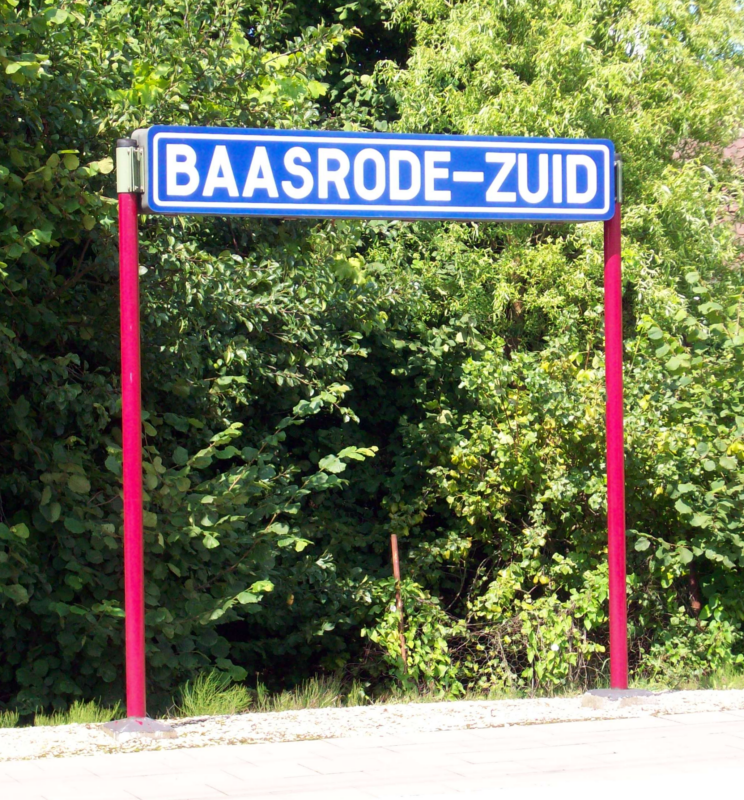
Panneau de quai.